# Krystian (film)
Krystian (cz. Kristián) – czeski czarno-biały film komediowy w reżyserii Martina Friča, zrealizowany w 1939 w Protektoracie Czech i Moraw. Adaptacja sztuki scenicznej „Christian” francuskiego pisarza Yvana Noé. 

## Obsada
- Oldřich Nový jako Alois Novák („Krystian”)
- Nataša Gollová jako Mařenka, żona Nováka
- Raoul Schránil jako Fred
- Adina Mandlová jako Zuzana Rendlová, narzeczona Freda
- Bedřich Veverka jako Petr
- Anna Steimarová jako ciotka Mařenki
- Jára Kohout jako Josef Novotný, pracownik biura podróży
- Jaroslav Marvan jako Král, dyrektor biura podróży
- Jarmila Holmová jako sekretarka dyrektora Krála
- Čeněk Šlégl jako dandys
- Josef Belský jako szef restauracji
- Václav Mlčkovský jako portier w restauracji
- Aša Vašátková jako szatniarka Lída
- František Paul jako Robert, główny kelner
- Dóďa Pražský jako kelner
- Přemysl Pražský jako kelner
- Jaroslav Sadílek jako kelner
- Václav Piskáček jako kelner
- Ada Dohnal jako kelner
- Jan W. Speerger jako barman
- Miroslava Hromková jako barmanka
- Jindřich Fiala jako dostawca wody mineralnej
- František Juhan jako taksówkarz
- Vojta Merten jako taksówkarz
- Sláva Grossmann jako gość restauracji
- Bretislav Grossmann jako gość restauracji
- Marie Hrdličková jako gość restauracji
- Jiří Schreinzer jako gość restauracji
- Rudolf Antonín Dvorský jako dyrygent i śpiewak
- František Filipovský jako dr Dvořáček, adwokat
- Alois Dvorský jako Votický, bankier
- Antonín Zacpal jako lekarz bankiera Votickiego
- Jindřich Láznička jako klient biura podróży
- Blažena Slavíčková jako Miluška, świeżo upieczona małżonka
- Richard A. Strejka jako świeżo upieczony małżonek

## Źródła
- Krystian w bazie IMDb (ang.)
- Krystian w bazie Filmweb
- Kristián w bazie Kinobox.cz (cz.)
- Kristián. w bazie ČSFD.cz. (cz.).
- Kristián. w bazie FDb.cz. (cz.).